# Anastácio (duque)
Anastácio (em latim: Anastasius) foi um oficial bizantino do século VI, ativo durante o reinado do imperador Anastácio I (r. 491–518). Filho de Pânfilo, foi nomeado em 516/7 como duque da Palestina em substituição de Olimpo. Enquanto exerceu ofício teve a missão de obrigar o patriarca hierosolimita João III (r. 516–524) a comungar com o patriarca antioqueno Severo I (r. 512–538), que aderiu ao monofisismo. Segundo Teófanes, o Confessor, recebeu garantias de nomeação ao ofício caso conseguisse realizar a tarefa. Para tanto, colocou João III na prisão até aceitar a comunhão, mas em vista duma grande concentração de bispos em Jerusalém por esta época, João III declarou sua ortodoxia calcedônia, forçando Anastácio a fugir alarmado para Cesareia Marítima.